# شعله (پروانه)
شعله (پروانه) (نام علمی: Dryas iulia) نام یک گونه از تبار کشیده‌بالان هلیکونینی است.

## نگارخانه

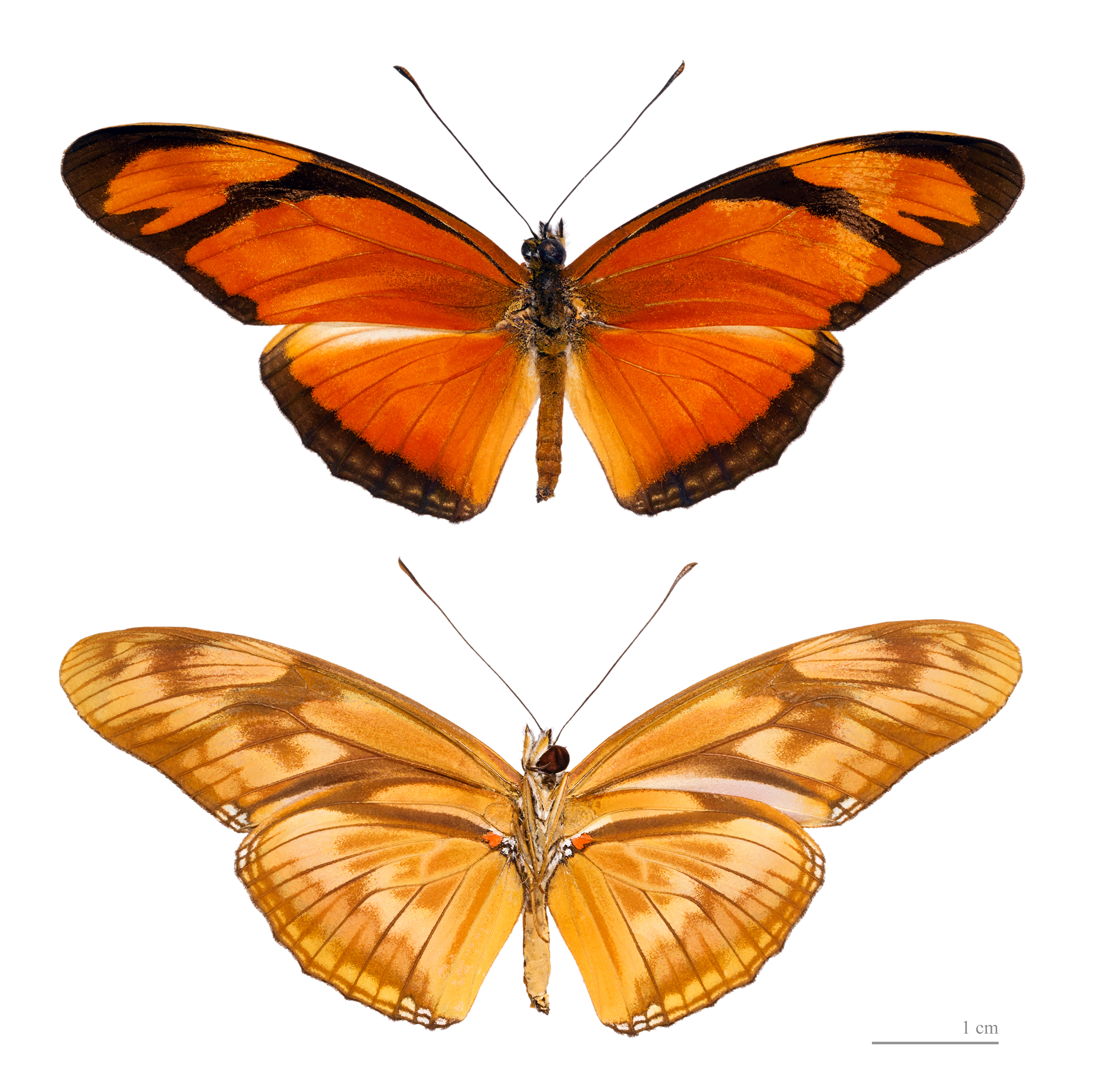
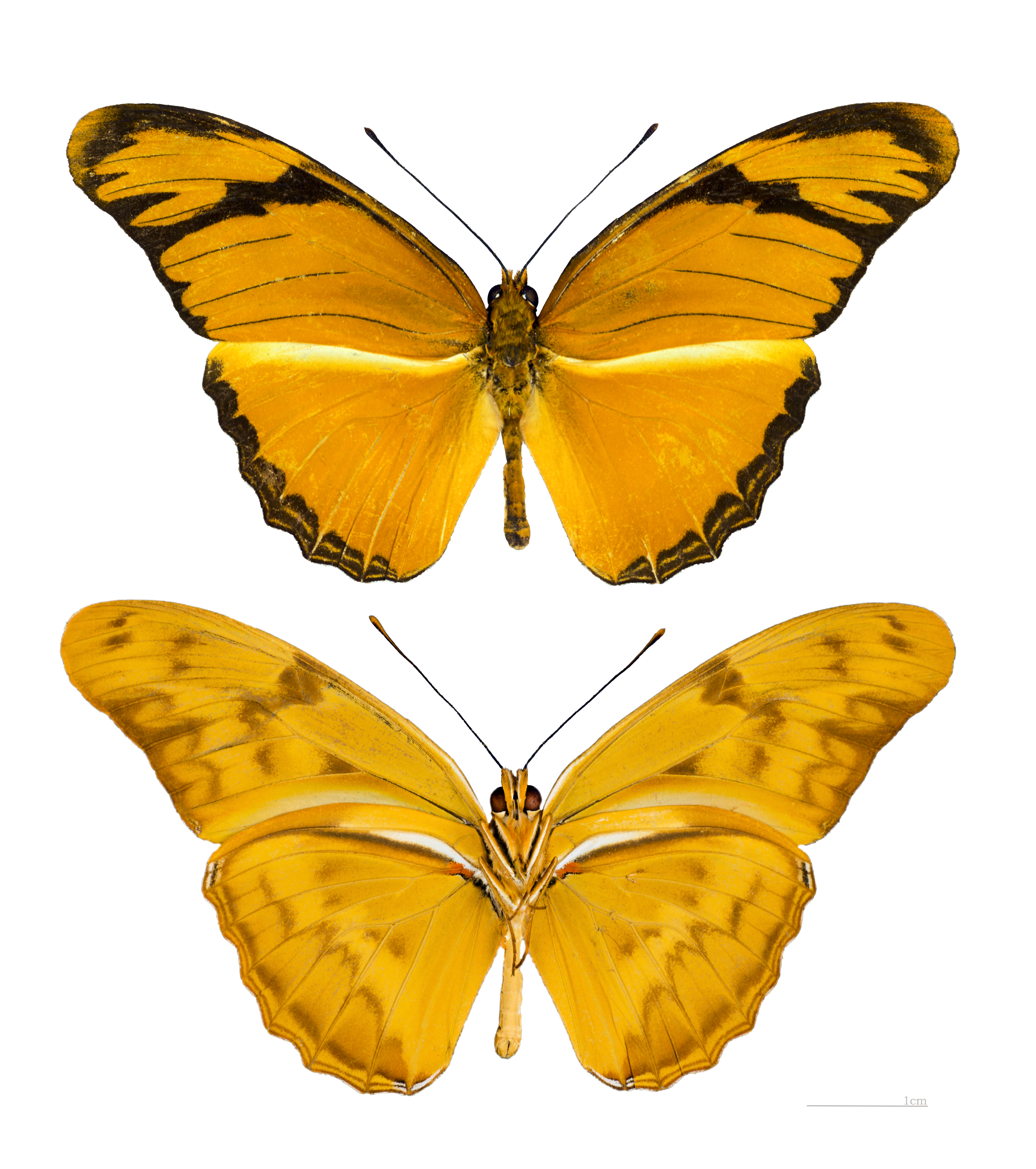
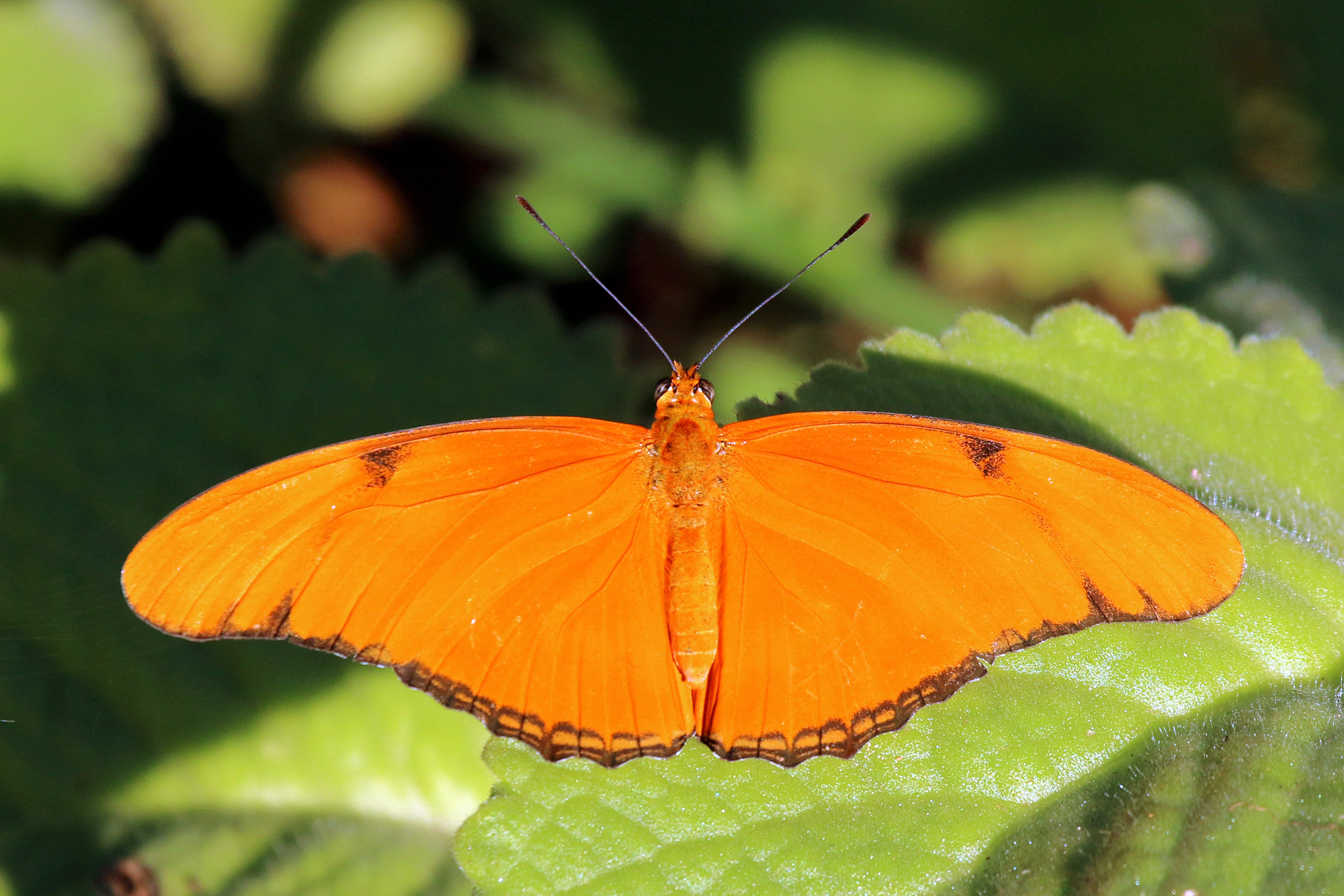
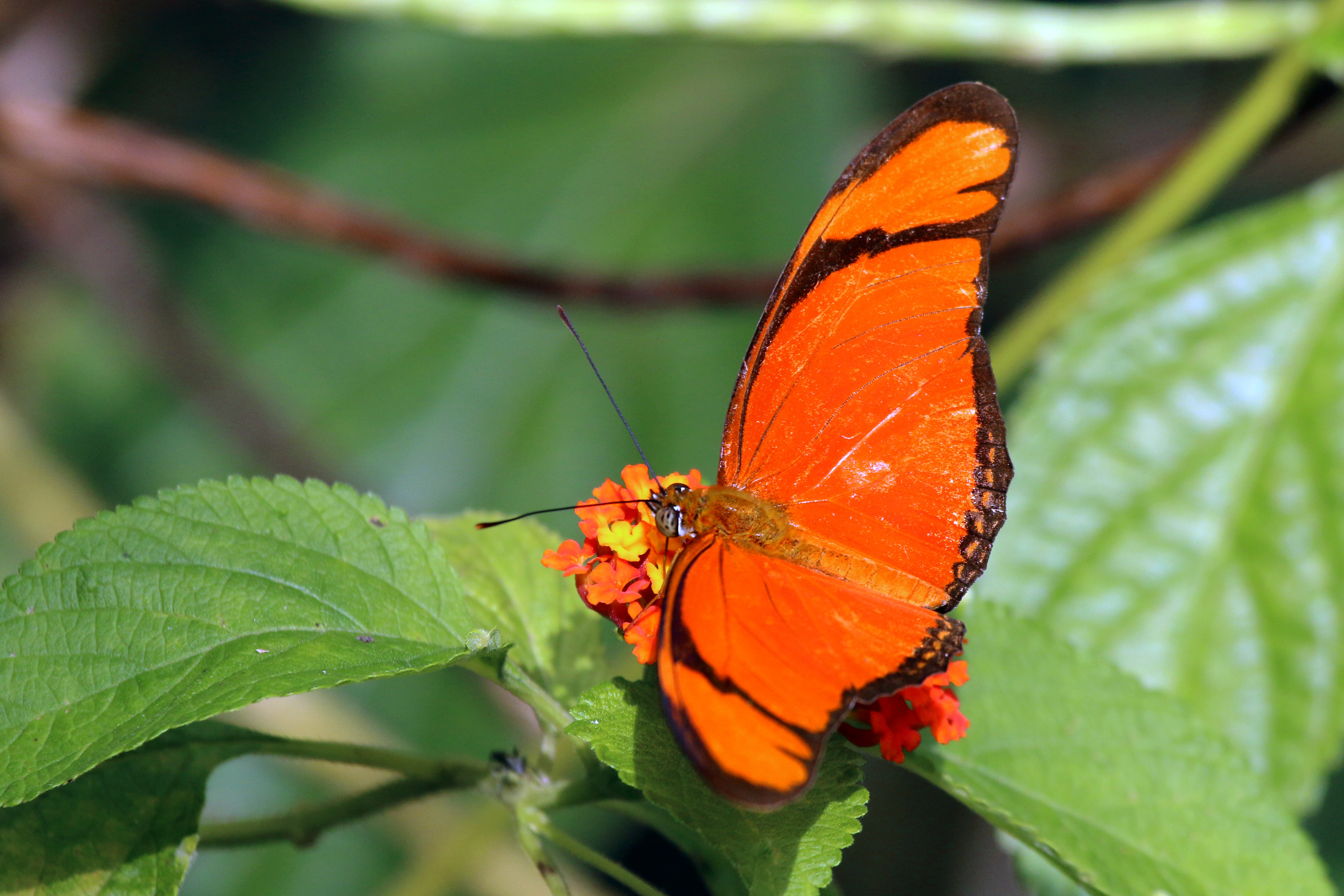
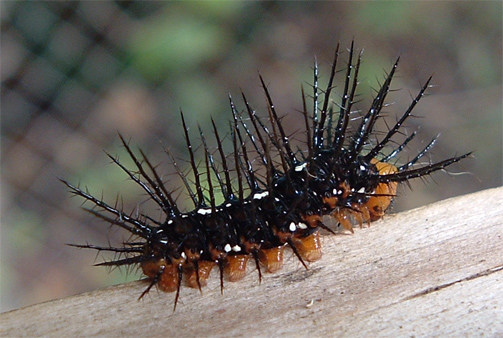
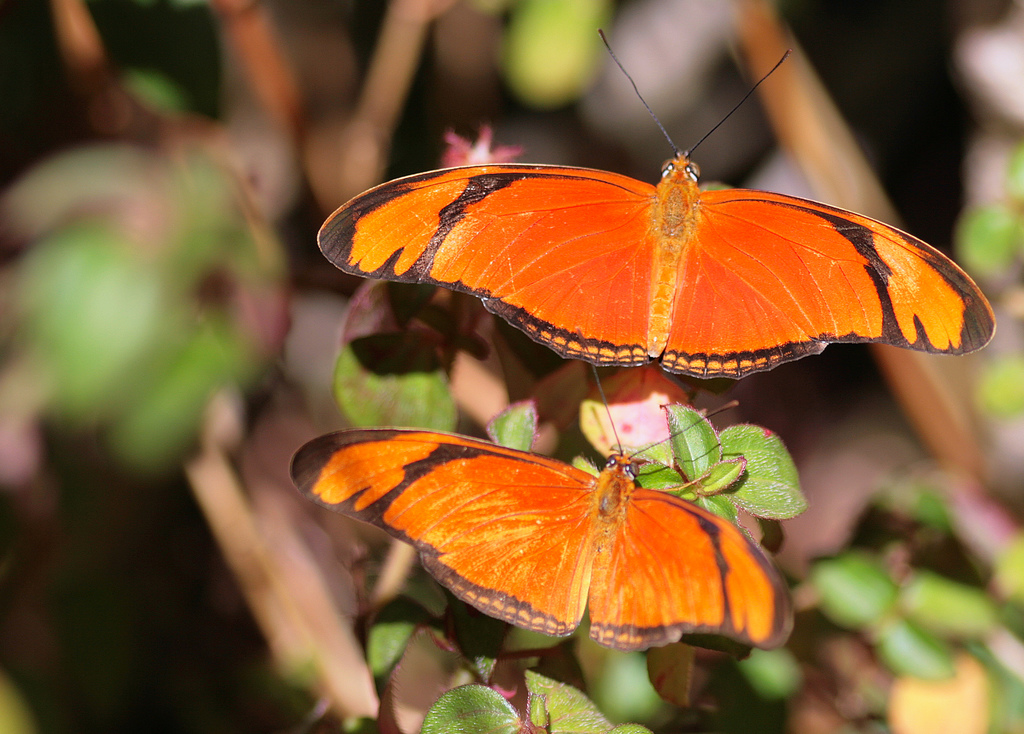
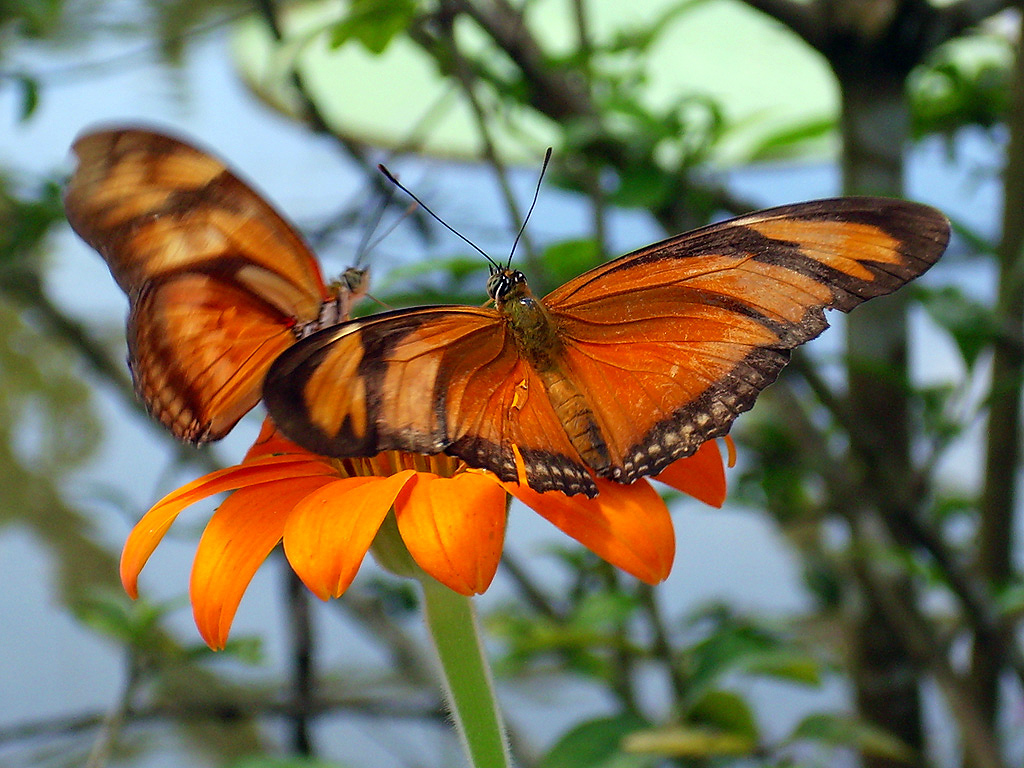
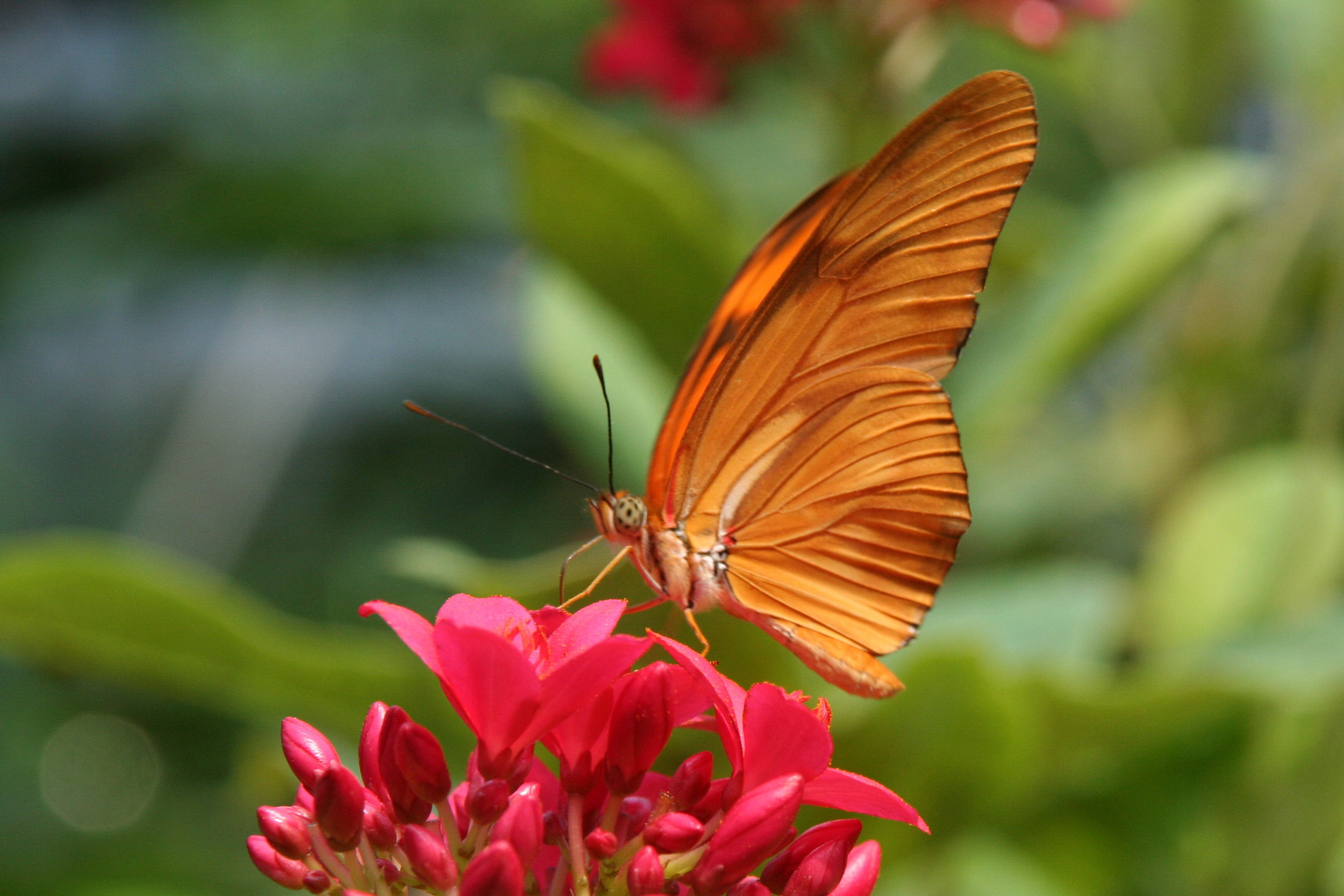
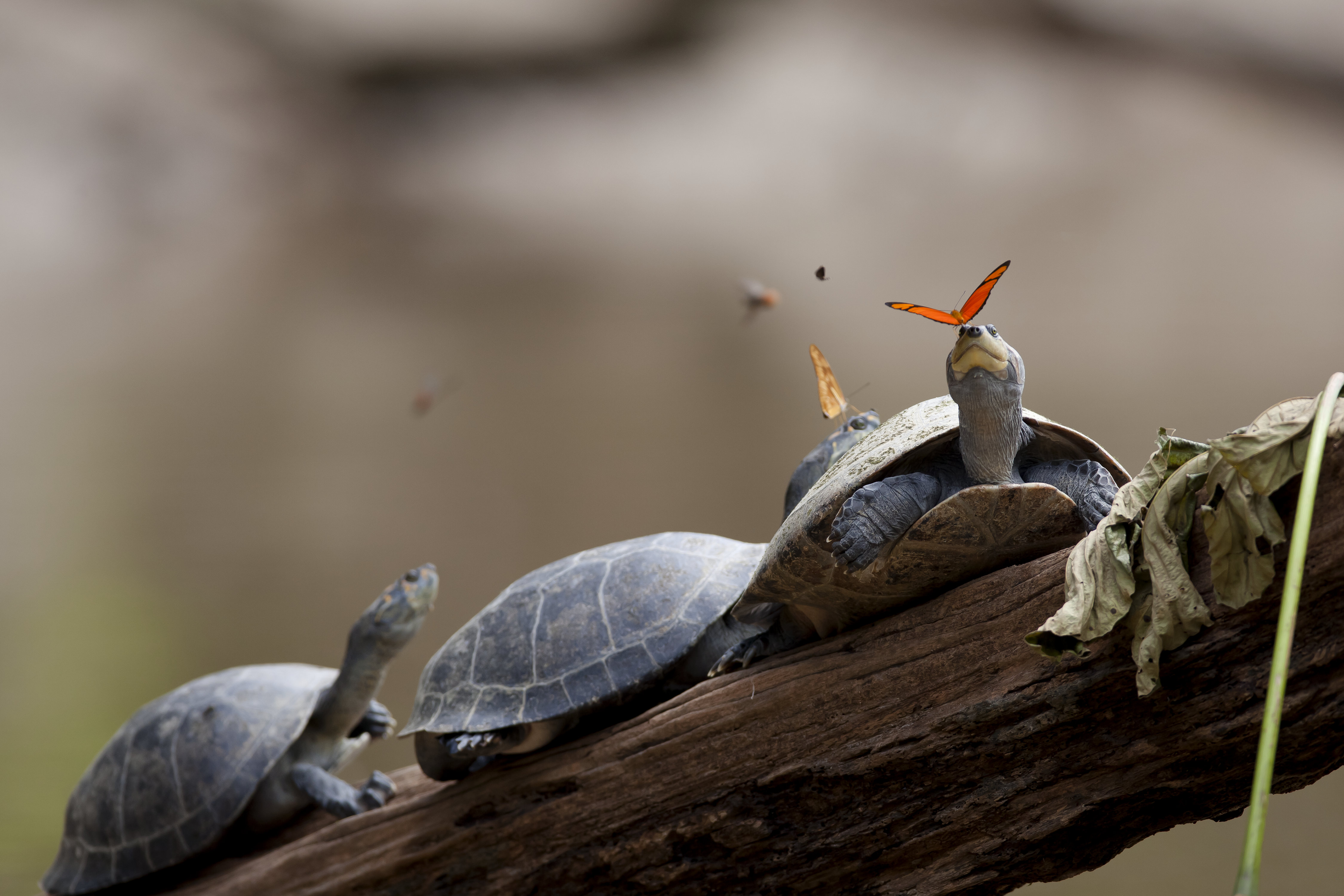